# ジャンゴ (2015年結成のお笑いコンビ)
ジャンゴは、吉本興業（旧・よしもとクリエイティブ・エージェンシー）所属のお笑いコンビ。東京NSC19期生出身。
2020年7月9日、出演した配信ライブ『レイザーラモンの世紀末DEATH演芸』にて解散を発表した。

## メンバー
横山 竜也（よこやま たつや）、1988年9月3日 - ）(36歳)
- ツッコミ(ネタによってボケ)担当。
- 神奈川県横浜市出身。血液型はB型。身長：172cm、体重：50kg。[1]
- 特技はマイクパフォーマンス、ヘアカット、カラー[1]。

嶋田 将駿（しまだ かずま、1990年9月30日 - ）(34歳)
- ボケ(ネタによってツッコミ)、ギター演奏担当。
- 神奈川県横浜市出身。血液型はA型。身長：170cm、体重：70kg。[1]
- 桜美林高等学校、早稲田大学文学部卒業。
- 特技は作曲、顔を見れば性格がわかる(性癖も)、ギター(どんな曲にもオリジナルのメロディーをつけられる)。[1][2]
- 無料タクシー芸人として自宅から無料で送迎を行っている。今いる場所と目的地をツイッターでDMして申し込む。これはネタを見てから自分のファンになってもらうのではなく自分のファンになってもらってからネタを見てもらうという方向で考え始めたからで、とある会社からヒントを得たものと自身のブログで述べている。[3]

## 芸風
- 主にギター漫才。
- 横山が野球選手やサッカー日本代表などに扮し、それに嶋田がギターの音色や歌でボケるコント漫才を行う。
- 2017年1月頃から、横山がサングラスをかけて革製ジャンパーを着て、ロックンローラーと称するキャラクターを演じている。
  - 一見このキャラクターがボケのように見えることから、従来のネタを行う際には最初のボケとツッコミのあと嶋田が「お客さんビックリしてるよ。『えっグラサンの方がツッコミなの？』って」とイジる発言をすることが多い。
  - 横山がロックンローラー風にコンビニ店員などを演じ、嶋田がギター弾き語りで突っ込むネタも行っている。
  - 漫才のブリッジなどとして横山が「ショートロック」という一発ギャグを行い、すべったときに「俺を殺してくれ！」と叫ぶのがお約束になっている。
  - このキャラを演じ始める前にも横山がロックスターに扮して様々な物事を「それはノーロック！」といってロックスターはどうするか答え、嶋田がそれにツッコむネタをしたこともあった。
- 世の中の真っ当に生きてない奴に対して「凍ったイカでのどをドゥーン」するというネタを行うこともあり、2017年12月29日にTBSにて放映された『朝まであらびき団スペシャル あら-1グランプリ2017』においてはこのネタが披露された。しかし、その際にMCの東野幸治からは「テツandトモと村上ショージをパクっただけで、何がロックだ」と評されてしまう。
- その他、「見たことないけどどっかにいそうなヤツ」というあるあるネタや、嶋田が失恋した気持ちを歌にしてそれに対して横山がツッコむしゃべくり漫才をしたこともあった。

## その他
- 大阪NSC32期出身で同名の「ジャンゴ」というコンビがいた（現・牛ぺぺのおねえちゃんがメンバーであった）[4]。本項のジャンゴが結成された時点では解散していたが、2016年4月に元のコンビ名のまま再結成したため、東西で同名のコンビが並立する状態になっていた。大阪のジャンゴは2018年7月に再度解散した。
- 2人で会うとよく恋バナをする。

## 出演

### テレビ
- ぐるナイおもしろ荘SP（日本テレビ、2018年1月1日〈2017年12月31日深夜〉）